# Nesseby kommun
Nesseby kommun (norska: Nesseby kommune, nordsamiska: Unjárgga gielda, kvänska: Uuniemen komuuni) är en kommun i Finnmark fylke i norra Norge. Kommunens centralort är orten Varangerbotn, där bland annat utbildningscentret Nesseby Oppvekstsenter ligger. Andra orter i kommunen är Gandvik, Karlebotn, Nesseby och Nyelv.
År 1989 fick Nesseby som den andra kommunen i Norge ett samiskt namn. Kommunen år en tvåspråkig kommun med nordsamiska och norska (bokmål) likställda. 
Viktiga näringar är renskötsel, fiske och jordbruk.

## Administrativ historik
Nesseby kommun bildades första gången 1839 när Vadsø kommun delades. 1858 slogs Nesseby kommun samman med Vadsø kommun igen, för att åter delas 1864. 1903 delades Nesseby kommun och Polmaks kommun bildades.

## Kultur
Varanger samiske museum ligger i Varangerbotn.

## Tätorter
I Nesseby kommun finns inga tätorter.

## Socknar
Inom Norska kyrkan motsvaras Nesseby kommun av Nesseby socken i Indre Finnmarks prosteri i Nord-Hålogalands stift.